# Organizacja nieformalna
Organizacja nieformalna - typ organizacji powstający na obrębie organizacji formalnej w celu uzupełnienia efektywności i uzyskania marginesu swobody.
Cechą specyficzną organizacji nieformalnej są silne więzi osobowe powodujące spontaniczne działania mogące dać lepsze efekty niż sztywne działanie zgodnie z przyjętymi zasadami. Czynnikami kształtującymi organizację nieformalną są przede wszystkim:  sieć stosunków osobistych i motywacja pozaekonomiczna. Bardzo często mają one charakter zbliżony do grup pierwotnych.
Do organizacji nieformalnych można zaliczyć zarówno grupy koleżeńskie, jak również gangi czy kliki. Mogą one działać zgodnie z celami organizacji formalnej lub też wytwarzać własne cele, sprzeczne z celami organizacji formalnej. Zazwyczaj przywództwo w takiej organizacji ma charakter charyzmatyczny. Struktura organizacji nieformalnej jest elastyczna i powstaje spontanicznie.
Po raz pierwszy zwrócono uwagę na istnienie organizacji nieformalnych podczas badań w Hawthorne w połowie lat 20. XX wieku po zauważeniu korelacji między wydajnością pracy a spontanicznymi działaniami pracowników wynikającymi z poczucia dowartościowania. Obecnie kładzie się duży nacisk na tworzenie w formalnych organizacjach struktur przypominających organizacje nieformalne, takich jak struktury macierzowe czy zespoły pracownicze ze względu na ich użyteczność w zmieniającym się otoczeniu organizacji.